# Agluona (přítok Šešuvisu)
Agluona je řeka v Litvě, v Žemaitsku, pravý přítok řeky Šešuvis. Pramení na jižní straně Žemaitijské vysočiny, 7 km jižně od města Skaudvilė. Teče jižním směrem. Do řeky Šešuvis se vlévá u obce Gauraičiai, 26,4 km od jejího ústí do řeky Jūra. Průměrný spád je 369 cm/km. Údolí řeky je široké asi 200 m. Přes řeku vede dálnice A12 Šiauliai – Kryžkalnis – Tauragė (3 x) a také železniční trať Radviliškis – Pagėgiai.

## Přítoky
Levé:
| Hydrologické pořadí | Řeka     | Délka (km) | Povodí (km²) | Vzdálenost od ústí (km) | Ústí kde    | Koordináty ústí |
| ------------------- | -------- | ---------- | ------------ | ----------------------- | ----------- | --------------- |
| 16010903            | Duobaitė | 3,0        | 4,7          | 26,9                    |             |                 |
| 16010906            | A – 3    | 2,9        | 2,2          | 22,1                    |             |                 |
| 16010907            | Agluona  | 25,5       | 54,6         | 12,2                    | Juodpetriai |                 |
| 16010915            | A – 1    | 4,2        | 4,9          | 5,3                     |             |                 |

Pravé:
| Hydrologické pořadí | Řeka     | Délka (km) | Povodí (km²) | Vzdálenost od ústí (km) | Ústí kde | Koordináty ústí |
| ------------------- | -------- | ---------- | ------------ | ----------------------- | -------- | --------------- |
| 16010905            | Stinčius | 3,6        | 4,0          | 25,2                    |          |                 |
| 16010914            | Juodupis | 5,2        | 6,6          | 9,1                     |          |                 |

## Původ názvu
O jazykových souvislostech sledujte část rozcestníku Původ názvu.